# Traité de San Stefano
 (février 2023).
Si vous disposez d'ouvrages ou d'articles de référence ou si vous connaissez des sites web de qualité traitant du thème abordé ici, merci de compléter l'article en donnant les références utiles à sa vérifiabilité et en les liant à la section « Notes et références ».

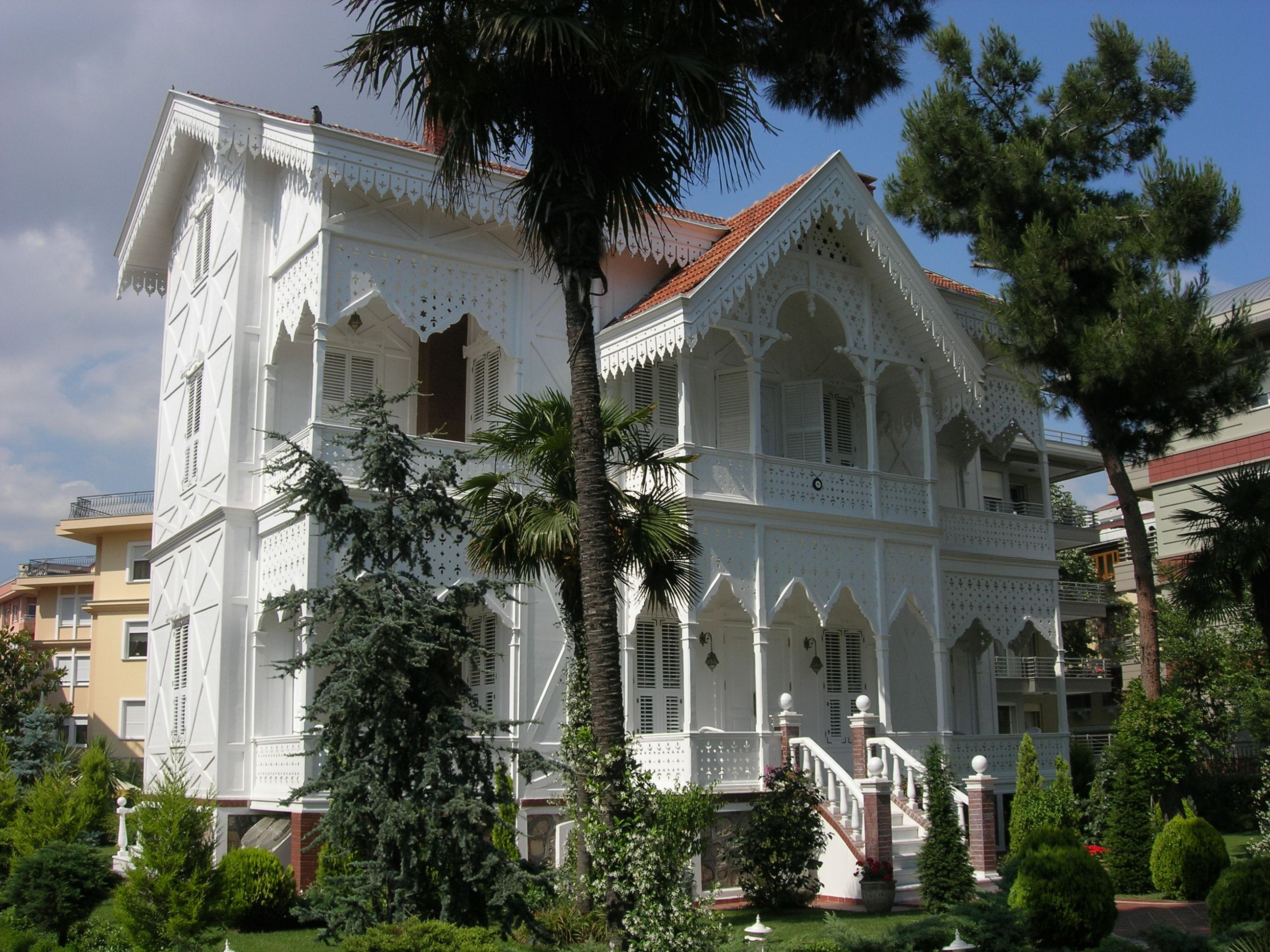
Le traité fut signé dans cette maison, appartenant à la famille Simeonoğlu (Siméonoglou), à Yeşilköy (San Stefano).

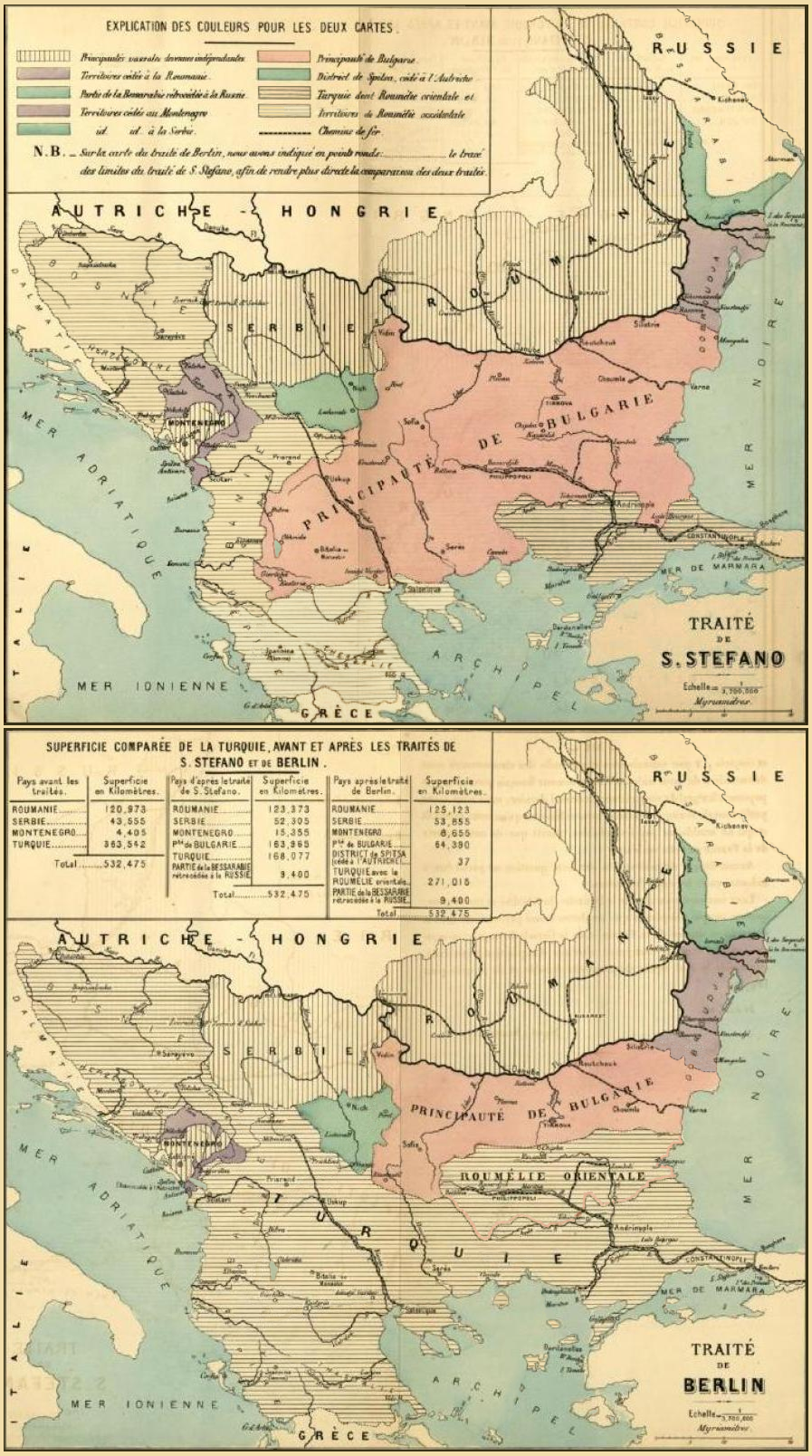
Comparaison entre les dispositions du traité de San Stefano et celles du congrès de Berlin.

Le traité de San Stefano (3 mars 1878) est une convention imposée par l'Empire russe à l'Empire ottoman grâce à ses victoires dans la guerre russo-turque de 1877-1878.

## Lieu de signature
Il a été conclu dans la localité de San Stefano (ou Ayastefanos en grec/turc), banlieue aisée d'Istanbul (à l'époque Constantinople), rebaptisée Yeşilköy en 1924.
Un monument russe fut érigé à San Stefano, commémorant la conclusion du traité et servant d'ossuaire aux soldats russes tombés pendant la guerre. Symbolisant la défaite des Ottomans face aux Russes, ce monument fut rasé en 1914, après le début des hostilités entre la Russie et l'Empire ottoman dans le cadre de la Première Guerre mondiale.

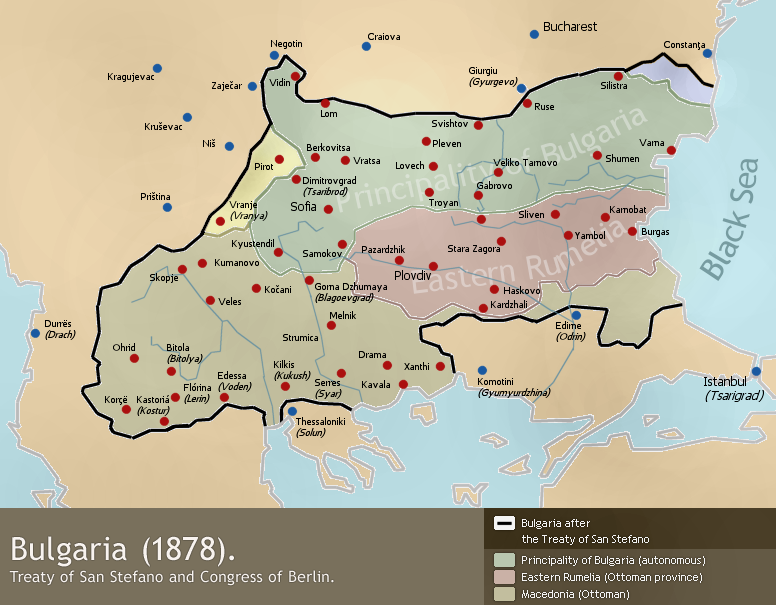
Frontières de la Bulgarie selon le traité de San Stefano.

## Dispositions
S'il avait été appliqué, ce traité aurait largement réduit les possessions balkaniques de l'Empire ottoman :
- en créant une grande principauté de Bulgarie reconnue comme autonome par la « Sublime porte », s'étendant de la mer Égée au Danube et à la mer Noire et regroupant la quasi-totalité des bulgarophones, y compris en Macédoine : elle devait rester vassale et tributaire de la Sublime Porte mais son prince aurait été choisi par la Russie ;
- en agrandissant et reconnaissant comme indépendants la principauté de Serbie, la principauté du Monténégro et la principauté de Roumanie, le Monténégro et la Serbie recevant des districts adjacents à leurs anciennes frontières. La Roumanie devait céder la Bessarabie méridionale à l'Empire russe et recevoir en échange la moitié nord de la Dobroudja, dont la moitié sud deviendrait bulgare ; la Bosnie-Herzégovine deviendrait elle aussi autonome ;
- en ouvrant à la flotte russe l'accès aux Détroits[2] ;
- dans le Caucase, en annexant à la Russie des territoires ottomans peuplées de Géorgiens et d'Arméniens : Ardahan, Artvin, Batoumi, Kars, Oltu et Bayazet ;
- dans l'Empire ottoman même, le sultan s'engageant à garantir la sécurité de ses sujets chrétiens orthodoxes dont la Russie devait devenir la protectrice (comme les puissances occidentales étaient déjà les protectrices de nombreux sujets ottomans catholiques, protestants ou juifs selon le régime des « capitulations »).

## Suites
Le Royaume-Uni et l'Autriche-Hongrie s'opposèrent à ce traité, qui selon elles favorisait le panslavisme et la satellisation de la Bulgarie au profit de la Russie, dont ils n'ignoraient pas le « projet grec ». La division des territoires ottomans des Balkans se traduisait par une Roumélie orientale réduite à un territoire à peine plus grand que l'actuelle Turquie d'Europe et Roumélie occidentale séparée, ouvrant la porte à de faciles annexions serbes, monténégrines et grecques, et aux convoitises italiennes sur l'Albanie. Estimant que cette division constituait une menace directe et grave pour l'Empire ottoman, les puissances occidentales menacèrent la Russie d'une guerre et réunirent quatre mois plus tard, le 13 juillet 1878, le congrès de Berlin.
Il en résulta le traité de Berlin qui modifia les dispositions du traité de San Stefano et préserva la plus grande partie de la Turquie d'Europe d'avant San Stefano. La Bulgarie notamment fut réduite à une petite « principauté de Bulgarie » entre le Danube et le Grand Balkan, vassale du Sultan, tandis que la province turque de Roumélie orientale restait dans le giron de la « Sublime Porte », laquelle conservait aussi la Macédoine, l'Albanie, la Thessalie et la Thrace. Officiellement, elle conserva aussi la Bosnie-Herzégovine, mais en fait celle-ci ainsi que le sandjak de Novipazar passèrent sous administration de l'Autriche-Hongrie, ce qui sépara la Serbie du Monténégro.
Ce nouveau traité créa de durables ressentiments en Bulgarie, Serbie et Monténégro. Les régions bulgares du sud-ouest restaient ottomanes, et le reste était partagé en deux principautés qui s'unirent en 1885 et dont l'indépendance ne fut reconnue qu'en 1908. Par la suite, la Bulgarie tenta vainement de revenir dans ses frontières de San Stefano, durant les guerres balkaniques et en s'alliant durant les deux guerres mondiales à l'Allemagne.
La date de la signature du traité est jour de fête nationale en Bulgarie.